# ノルエチステロン
ノルエチステロン(norethisterone)またはノルエチンドロン(norethindrone)は商標名のアイゲスチン(Aygestin)やプリモルトN(Primolu N)などで販売されており、経口避妊薬や閉経期のホルモン療法などの婦人科の治療に用いられるプロゲスチン薬剤である。低用量と高容量の製剤があり、それらは単体またエストロゲンとの混合剤がある。投与法は経口投与である。
ノルエチステロンの副作用には生理不順、頭痛、吐き気、乳房の痛み、気分の変化、ニキビ、発毛の増進などがあげられる。ノルエチステロンはプロゲスチンまたはジェスタージェン有機化合物であり、プロゲステロン受容体のアゴニストであり、プロゲステロンのようにプロゲストーゲンを生物学的標的とする。若干のアンドロゲンとエストロゲンの作用があるが、ほとんどは多用量の場合であり、その他のホルモン作用はない。
ノルエチステロンがカール・ジェラッシらによって発見されたのは1951年であり、最初に開発されたプロゲスチンの1つである。最初に単体で医薬品として用いられたのは1957年であり、エストロゲンと混合の経口避妊薬として使われ始めたのは1963年である。しばしば第一世代プロゲスチンと呼ばれる。デソゲストレルと同様にプロゲストーゲンのみの経口避妊薬として唯一広く使われるプロゲスチンの避妊薬である。 ノルエチステロンは世界中で幅広く販売されている。後発医薬品として入手できる。
ノルエチステロンに加えて数種類のプロドラッグがあり、酢酸ノルエチステロン(norethisterone acetate, NETA)やノルエチステロンエナント酸(norethisterone enanthate, NETE)などがあり、似たような用途のために販売されている。NETAはノルエチステロンと同様に投与法は経口であるが、NETEの投与法は筋肉注射である。多数あるノルエチステロンの誘導体ののかでもレボノルゲストレルとデソゲストレルが開発され販売されている。